# Jan M. Broekman

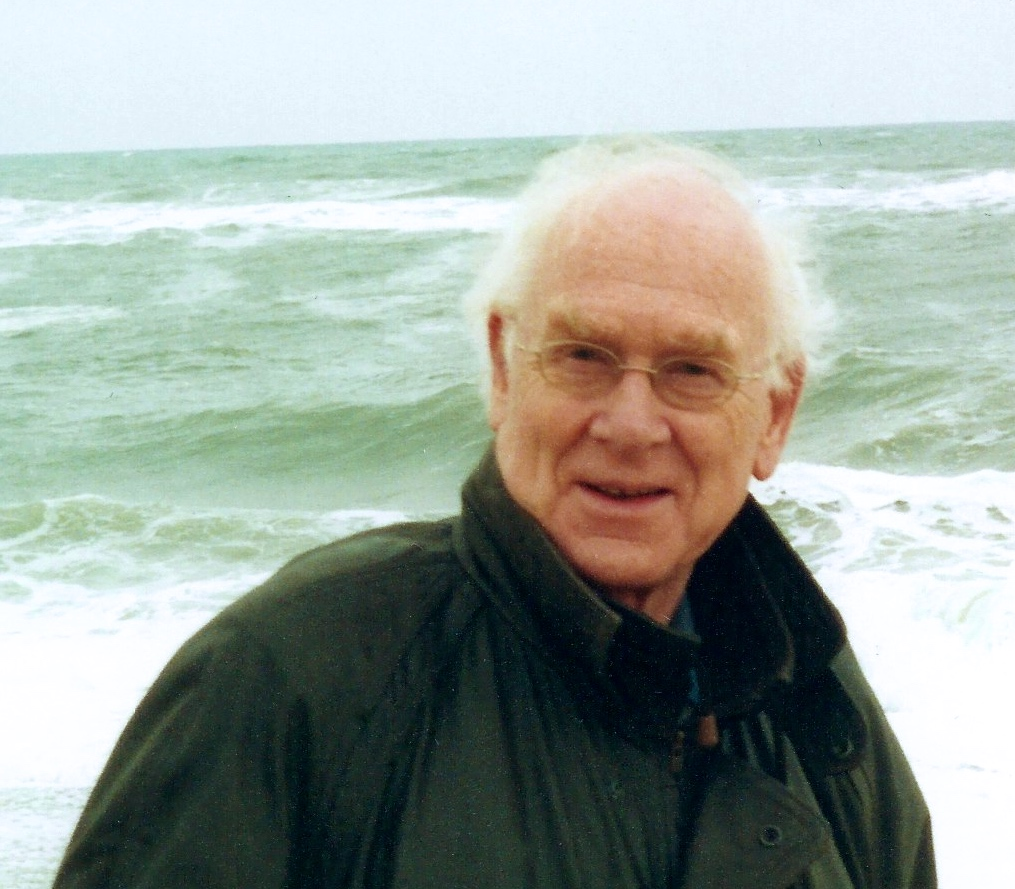
Jan M. Broekman

Jan Maurits Broekman (* 16. Februar 1931 in Voorburg, Niederlande) ist Philosoph, Rechtswissenschaftler und Sozialwissenschaftler. Seit 1968 wohnt er in Belgien und wirkt vornehmlich an der Katholieke Universiteit Leuven in Leuven, Belgien.

## Leben und Wirken
Jan M. Broekman studierte Rechtswissenschaften und Soziologie an der Universität Leiden sowie Philosophie und Psychiatrie an der Georg-August-Universität Göttingen. Dort promovierte er 1961 bei Hermann Wein mit der Untersuchung »Faktisches und transzendentales Ego bei Edmund Husserl«. Von 1961 bis 1966 war Broekman stellvertretender Direktor der Haagse Sociale Academie, wo er Philosophie und Soziologie lehrte. Von 1966 bis 1968 war er Assistenzprofessor für Ästhetik und Philosophie der Gegenwart an der Universiteit van Amsterdam. Ebenfalls lehrte er in diesen Jahren Ästhetik und Philosophie an den Akademien für Architektur in Amsterdam und Rotterdam und führte grundlegende Diskussionen mit Architekten. Von 1968 bis zu seiner Emeritierung im Jahr 1996 war Broekman Professor für zeitgenössische Philosophie am Institut für Philosophie und Professor für Rechtsphilosophie an der Fakultät für Rechtswissenschaft der Katholieke Universiteit Leuven. Dort errichtete er 1971 das „Instituut voor Grondslagenonderzoek van het Recht“. Von 1988 bis 1994 war er Dekan bzw. Pro-Dekan der Fakultät.
Inspiriert von der im Verlag Karl Alber Reihe erscheinenden Reihe „Kolleg Philosophie“ verfasste er 1971 sein Buch „Strukturalismus. Moskau–Prag–Paris“. Ab 1977 gab er bei Alber die enzyklopädische Reihe „Kolleg Rechtstheorie“ heraus, die er mit Meinolf Wewel konzipiert hatte. 1979 erschien dort sein Buch „Recht und Anthropologie“, in dem das Menschenbild als für das Recht konstitutiv gesehen wird und so eine neue Bestimmung des Verhältnisses von Rechtsdogmatik, Rechtstheorie und Rechtspraxis gelingt.
Von 1975 bis 1979 arbeitete Broekman mit Hans-Georg Gadamer, Ante Pažanin und Bernhard Waldenfels als Co-Direktor des Interuniversitären Zentrums in Dubrovnik (Kroatien) am Projekt „Phänomenologie und Marxismus“. Vier Suhrkamp-Bände mit diesem Titel gingen daraus hervor, davon auch zwei in Japanisch (1982) und einer in Englisch (1984).
Von 1980 bis 1995 war Broekman, parallel zu seinen rechtsphilosophischen Bemühungen, Außerordentlicher Professor für Philosophie und Medizinethik an der Medizinischen Fakultät der Vrije Universiteit Amsterdam, wo er Vorlesungen zur Philosophie der Medizin hielt, medizinische Doktorarbeiten begleitete und eine Forschungsstelle „Vakgroep Medische Filosofie“ entwickelte. Den Vorsitz der „Stichting Psychiatrie en Filosofie“ führte er von 1985 bis 1995. Zwei niederländische Veröffentlichungen hängen damit zusammen. Bei seiner 1996 erfolgten Emeritierung berichtete er in „Intertwinements of Law and Medicine“ über Parallelen zwischen Recht und Medizin.
1993/94 hatte er eine Gastprofessur an der Fernuniversität Hagen. Anfang der 80er Jahre wurde Broekman Stiftungsmitglied der „Asociación Argentina de Filosofía del Derecho“ in La Plata (Argentinien). Zwischen 1983 und 1998 hielt er zahlreiche Vorträge an Argentinischen Universitäten über Bioethik, Recht und Medizin. Sein 1998 erschienenes Buch „Bioetica con Rasgos Juridicos“ und von 1988 bis 2003 viele Beiträge in der Zeitschrift „Jurisprudentia Argentina“ legen davon Zeugnis ab.
Seit seiner Emeritierung 1996 findet Broekmans wissenschaftliche Arbeit fast ausschließlich in englischer Sprache statt. Von 1998 bis 2005 hielt er als Visiting Professor of Law an der University of Illinois in Urbana-Champaign (USA) Vorlesungen zur Rechtsphilosophie, Bioethik und EU-Rechtsinstitutionen. Dort verfasste er sein Buch über „European Union Law“. In diesen Jahren gründete er mit M. H. Foox in New York das „IIS Institut“ zur Förderung digital unterstützter Erziehungsprogramme, ein Thema, zu dem er auch fünf Studien veröffentlichte.
2006 wurde Broekman zum Distinguished Visiting Professor of Law an der „Pennsylvania State University, Dickinson School of Law“ ernannt. Dort lehrte er EU-Recht und gründete das „Roberta Kevelson Seminar on Law and Semiotics“, das er bis 2013 leitete. Er veröffentlichte zwei Themennummern der Internationalen Zeitschrift für Juristische Semiotik und fünf Bände der von ihm bei Springer gegründete Reihe „The Semiotics of Law in Legal Education“. Sein Interesse für das Thema »Recht und Sprache« vertiefte sich hier in die Exploration einer juristischen Semiotik. Dabei fand die Verbindung zwischen Entwicklungen von „Significs“ und Studien über semiotische Gesichtspunkte Berücksichtigung. Ein „SpringerBrief in Law“ über Roberta Kevelson, mit einer neuen und vollständigen Kevelson Bibliographie, erscheint 2018.

## Festschriften
In 1996 wurden zwei Festschriften veröffentlicht, eine Englische und eine Niederländische:
- Frank Fleerackers, Evert van Leeuwen and Bert van Roermund (Eds): Law, Life and the Images of Man. Modes of Thought in Modern Legal Theory. Festschrift for Jan M. Broekman. Duncker & Humblot, Berlin, 620 S. ISBN 3-428-08765-8.
- Frank Fleerackers (Ed), Mens en Recht. Essays tussen Rechtstheorie en Rechtspraktijk. Liber Amicorum Jan M. Broekman. Peeters, Leuven/Paris, 504 S. ISBN 90-6831-896-9.

## Publikationen
Broekman veröffentlichte mehr als 30 Bücher und 500 wissenschaftliche Artikel über Recht und Rechtstheorie, Philosophie der Medizin, zeitgenössische Philosophie, Semiotik, Bildung, Kultur und Politik in 9 Sprachen, darunter u. a. folgende Bücher:
- Phänomenologie und Egologie. Faktisches und transzendentales Ego bei Edmund Husserl. Phaenomenologica Bd. 12. Nijhoff, Den Haag 1963
- Strukturalismus: Moskau, Prag, Paris. Kolleg Philosophie. Alber, Freiburg i. Br./München 1971. ISBN 3-495-47235-5, ISBN 3-495-47235-5 (Niederländisch 1972, Spanisch 1974, English 1974, Chinesisch 1980, erweiterte Chinesische Ausgabe 2003)
- Hrsg.: Kolleg Rechtstheorie. 10 Bände. Alber, Freiburg i. Br./München 1977–1983
- Hrsg. mit B. Waldenfels und A. Pazanin: Phänomenologie und Marxismus. 4 Bände. Suhrkamp, Frankfurt a. M. 1977–1979 (Japanisch 2 Vol. 1982, Englisch 1 Vol. 1984)
- Recht und Anthropologie. Kolleg Rechtstheorie Bd. I, 3. Alber, Freiburg i. Br./München 1979. ISBN 3-495-47405-6 (Niederländisch 1979, 3e Aufl. 1991, Spanisch 1993, Französisch 1993)
- Artikel Rechtsphilosophie und Rechtstheorie, in: »Historisches Wörterbuch der Philosophie«, hrsg. von J. Ritter und K. Gründer, Schwabe Verlag, Basel Bd. VIII, 1992
- Recht, Rechtsfilosofie en Rechtstheorie. Kluwer 1993, ISBN 90-6321-829-X (Spanisch 1997)
- Recht en Taal. Preadvies Koninklijke Notariële Broederschap, Deventer 1979, ISBN 90-268-1102-0
- Mens en Mensbeeld van ons Recht. Acco Leuven/Amersfoort 1979, ISBN 90-334-1310-8
- Intertwinements of Law and Medicine. Leuven UP 1996 ISBN 90-6186-778-9
- Bioetica con Rasgos Juridicos. Madrid 1998 ISBN 84-88910-08-8
- A Philosophy of European Union Law. Positions in Legal Space and the Construction of a Juridical World Image. Peeters Leuven/Paris, 1999 ISBN 90-429-0728-2
- Recht uit Woorden. Een Cultuurfilosofisch Weefsel. Larcier Brussel, 2004, ISBN 2-8044-1442-6
- The Virtual in E-Education. New York 2004, ISBN 1-4134-4939-5
- E-education and the Web. New York 2006, ISBN 978-0-595-39139-4
- Binding Words, Unfolding Selves. New York 2008, ISBN 978-0-595-52231-6
- Hrsg. mit Anne Wagner: Prospects of Legal Semiotics, Springer 2010, ISBN 978-90-481-9342-4
- Hrsg. mit Francis J. Mootz III: The Semiotics of Law in Legal Education, Springer 2011, ISBN 978-94-007-1340-6
- Mit Larry Catà Backer: Lawyers Making Meanings, Springer 2013, ISBN 978-94-007-5457-7
- Hrsg. mit Larry Catà Backer: Signs in Law — A Source Book, Springer 2015, ISBN 978-3-319-09836-4
- Meaning, Narrativity, and the Real, Springer 2016, ISBN 978-3-319-28174-2
- Mit Frank Fleerackers: Legal Conversation as Signifier. In: Elgar Studies in Legal Theory, Edward Elgar, UK, 2017. ISBN 978-1-78811-019-8